# Kanton Bouaye
Der Kanton Bouaye war bis 2015 ein französischer Wahlkreis im Arrondissement Nantes, im Département Loire-Atlantique und in der Region Pays de la Loire; sein Hauptort war Bouaye. Letzter Vertreter im Generalrat des Départements war von 2004 bis 2015 Gérard Allard (PS).

## Gemeinden
Der Kanton Bouaye umfasste fünf Gemeinden und Teile der Gemeinde Rezé:
| Gemeinde               | Bretonisch              | Einwohner (2012) | Fläche (km²) | Code postal | Code Insee |
| ---------------------- | ----------------------- | ---------------- | ------------ | ----------- | ---------- |
| Bouaye                 | Bouez                   | 6160             | 13,83        | 44830       | 44018      |
| Brains                 | Brenn                   | 2587             | 15,31        | 44830       | 44024      |
| Pont-Saint-Martin      | Pont-Marzhin            | 5658             | 21,88        | 44860       | 44130      |
| Rezé (Teil)            | Reudied                 | 26.142           | 13,28        | 44400       | 44143      |
| Saint-Aignan-Grandlieu | Sant-Enion-al-Lenn-Veur | 3590             | 17,94        | 44860       | 44150      |
| Saint-Léger-les-Vignes | Sant-Lezer-ar-Gwiniegi  | 1540             | 6,49         | 44710       | 44171      |
| Kanton                 | Bouez                   | 45.677           | 88,73        | –           | 4404       |

Die Einwohnerzahlen und die Fläche des Kantons sind einschließlich der zugehörigen Teile der Gemeinde Rezé.